# INO80ファミリー
INO80ファミリー（inositol requiring 80）はATP依存性クロマチンリモデリング因子のファミリーの1つであり、INO80複合体やSWR1複合体の構成因子が含まれる。

## 機能
INO80ファミリーの主な機能の1つは、ヌクレオソームへの代替的ヒストンの組み込みと除去である。ヒストンH2A.Zが存在する場合、INO80ファミリーのリモデリング因子はこの代替的ヒストンの再配置、そして最終的には除去を触媒する。H2A.Zは遺伝子の開始位置の最初のヌクレオソームに存在する。INO80ファミリーのリモデリング因子は、相同組換え修復経路でH2A.Xにもリクルートされる。
この機能に加えて、INO80ファミリーは転写調節や遺伝的組換えにも関与している。DNA損傷応答経路では、INO80ファミリーは修復、組換え、細胞周期の調節を補助する。INO80ファミリーはチェックポイント因子のリクルートを活性化し、DNA鎖複製ストレスからの回復を補助する。このファミリーによる代替的ヒストンの組み込みは、ゲノムの安定性、疾患の病因、幹細胞性に重要である。INO80複合体は転写開始部位や終結部位のヌクレオソームが存在しない領域に結合していることが多い。INO80はATP加水分解のエネルギーを利用してヌクレオソームが存在しない領域を形成したり、他のリモデリング因子と協働してヌクレオソームを均等に配置したりする因子である。

## 構造
INO80ファミリーのATPアーゼは、長い挿入配列によって分割されたATPアーゼドメインを持つ。ATPアーゼドメインの長い挿入部は、RuvB1、RuvB2ヘリカーゼをリクルートする。これらのヘリカーゼはゲノムの維持に寄与し、INO80ファミリーのクロマチンリモデリング複合体に特有である。N末端ドメインはDNA損傷の同定やテロメアの安定性を補助する機能を果たす。このファミリーの複合体にはArp4-アクチン複合体も含まれ、遺伝子の安定性を補助している。Arp5サブユニットはATPアーゼ機能、DNAへの結合、そしてヌクレオソームの移動に必要である。